# Station Havinnes
Station Havinnes is een voormalig spoorwegstation langs spoorlijn 94 (Halle-Doornik-Franse grens) in Havinnes, een deelgemeente van de stad Doornik.

## Aantal instappende reizigers
De grafiek en tabel geven het gemiddeld aantal instappende reizigers weer op een week-, zater- en zondag.
| Tabel: aantal instappende reizigers station Havinnes | Tabel: aantal instappende reizigers station Havinnes | Tabel: aantal instappende reizigers station Havinnes | Tabel: aantal instappende reizigers station Havinnes |
|                                                      | Weekdag                                              | Zaterdag                                             | Zondag                                               |
| ---------------------------------------------------- | ---------------------------------------------------- | ---------------------------------------------------- | ---------------------------------------------------- |
| 1977                                                 | 96                                                   | 16                                                   | 4                                                    |
| 1978                                                 | 94                                                   | 15                                                   | 4                                                    |
| 1979                                                 | 94                                                   | 9                                                    | 12                                                   |
| 1980                                                 | 71                                                   | 10                                                   | 7                                                    |
| 1981                                                 | 109                                                  | 19                                                   | 2                                                    |
| 1982                                                 | 85                                                   | 14                                                   | 0                                                    |
| 1983                                                 | 69                                                   | 14                                                   | 0                                                    |

Barry-Maulde · 
Blandain · 
Chercq · 
Doornik · 
Ere · 
Froyennes · 
Havinnes · 
Havinnes-Village · 
Kain · 
Templeuve · 
Vaulx · 
Willemeau-Froidmont
0,0: Halle ·
5,1: Beert-Bellingen ·
7,2: Sint-Renelde ·
10,0: Bierk ·
15,4: Edingen ·
18,2: Mark ·
24,2: Zullik ·
26,0: Opzullik ·
27,4: Hellebecq ·
30,7: Meslin-l'Evêque ·
32,8: Isières ·
34,4: Lanquesaint ·
38,4: Aat ·
41,7: Villers-Notre-Dame ·
43,7: Ligne ·
47,5: Chapelle-à-Wattines ·
50,4: Leuze ·
53,5: Pipaix ·
56,0: Barry-Maulde ·
61,6: Havinnes ·
63,9: Havinnes-Village ·
68,5: Doornik ·
71,1: Froyennes ·
75,5: Blandain